# Johanna De Vloed
Johanna (Joke) De Vloed (Gent, 7 mei 1952) is Belgisch schrijfster en sociologe. Haar werk als schrijfster bestaat uit romans, korte verhalen, toneelstukken en jeugdliteratuur.

## Biografie
Joke De Vloed groeide op in Melle, in een protestants gezin. Haar moeder was kleuterjuf bij een protestantse school. De Vloed studeerde sociologie aan de aan de RUG. Daarna woonde en werkte ze in Oostende als sociologe en begeleider in een opvanghuis voor vluchtelingen, die waren teruggestuurd vanuit Engeland. 
Naast haar werk als socioloog volgde ze diverse schrijfopleidingen. Een algemene opleiding aan de Schrijfacademie Antwerpen en diverse opleidingen aan de schrijversvakschool 't Colofon te Maastricht, namelijk een cursus toneelschrijven (bij Thomas Verbogt), een cursus het korte verhaal (bij Gerard van Emmerik) en een cursus toneelschrijven (bij Peter De Graef). Haar eerste roman 'Het huis van Karen' (1986) werd  genomineerd voor de Leo J. Krynprijs. Het boek gaat over een vrouw die ontdekt biseksueel te zijn. Het boek werd ondanks de nominatie matig gewaardeerd door recensent Hugo Bousset; hij beschreef de stijl van de roman als magisch realistisch.
Daarna schreef zij toneelstukken, korte verhalen die in literaire tijdschriften werden gepubliceerd, en jeugdliteratuur samen met Guy Didelez. Haar toneelstuk Zingende sneeuw kreeg in 1981 de eerste prijs van de Nederlandse Commissie voor de Cultuur in Brussel. 
In 2024 verscheen haar tweede roman, met de titel Broos Graniet, over een oudere, dementerende, dame.

## Persoonlijk
In 1986 schreef zij een brief aan uitgeefster Angèle Manteau, die in de Nederlandse Koninklijke Bibliotheek is opgenomen. De Vloed woont sinds ongeveer 1995 in Watermaal-Bosvoorde bij Brussel.

#### Romans
- 2024: Broos Graniet ISBN 9789463656542, uitgeverij Elikser
- 1986: Het Huis van Karen, ISBN 978-90-223-1049-6, uitgeverij Manteau[4]

#### Toneelstukken
- Zingende sneeuw (NNC prijs, stad Brussel)
- Dochters van A (gespeeld in CBA, Brussel)
- Bert's laatste rol (gespeeld door theatergroep Arca, Gent)
- Antigone, in een bewerking voor jongeren (samen met Anja Geuns)
- Netje
- Gevat in glas (schrijfopdracht van De Vieze Gasten)

#### Korte verhalen
- De Heks van Staden (uitgegeven in Kreatief, Vlaams literair tijdschrift)
- De Boottocht (uitgegeven in Kreatief)

#### Jeugdliteratuur
- 2008: Zoete Wraak (Guy Didelez/Joke De Vloed) ISBN 9789022323052, uitgeverij Manteau
- 2005: Zwanenzang (Guy Didelez/Joke De Vloed), ISBN 9789059330788, uitgeverij Clavis. Het werd als toneelstuk uitgevoerd door Dimlicht
- 2004: De Vis in de Boom (samen met Guy Didelez, met illustraties van Jurgen Walschot), ISBN 9789059330467, uitgeverij Clavis